# Új a csizmám, a szögre van felakasztva
Az Új a csizmám, a szögre van felakasztva kezdetű magyar népdalt Volly István gyűjtötte a Pest-Pilis-Solt-Kiskun megyei Turán 1939-ben.
Ugyanehhez a szöveghez létezik egy, az alábbitól jelentősen eltérő dallamváltozat.
Feldolgozás:
| Szerző       | Mire          | Mű                     |
| ------------ | ------------- | ---------------------- |
| Bárdos Lajos | ének, zongora | Pianoforte II. 38. dal |

## Kotta és dallam
Új a szűröm, a szögre van felakasztva,

Gyere, babám, akaszd a nyakamba!

Így is, úgy is ott annak a helye,

Még az éjjel betakarlak babám, vele.

## Felvételek
- Új a csizmám. Ovitévé  YouTube (2016. június 18.)  (Hozzáférés: 2016. június 12.) (audió)
- Új a csizmám... Balogh Imre, Jeremiás Béla és cigányzenekara  Magyar Nóta (Hozzáférés: 2016. június 12.) (videó)
- Új a csizmám. Kristóf Katalin és Milan  YouTube (2013. február 22.)  (Hozzáférés: 2016. június 12.) (videó)
- Új a csizmám. NOX  YouTube (2005. december 28.)  (Hozzáférés: 2016. június 12.) (videó)
- Uj a csizmam. Ianos Tasnadi  YouTube (2015. március 2.)  (Hozzáférés: 2016. június 12.) (videó) ének, szintetizátor
- Új a csizmám. L'Amour együttes  YouTube (2011)  (audió) 1:18-ig. lakodalmas rock
- Új a csizmám a szögre van felakasztva. Bartha Ágoston  YouTube (2011. június)  (Hozzáférés: 2016. június 12.) (videó) tekerőlant